# Vara konserthus

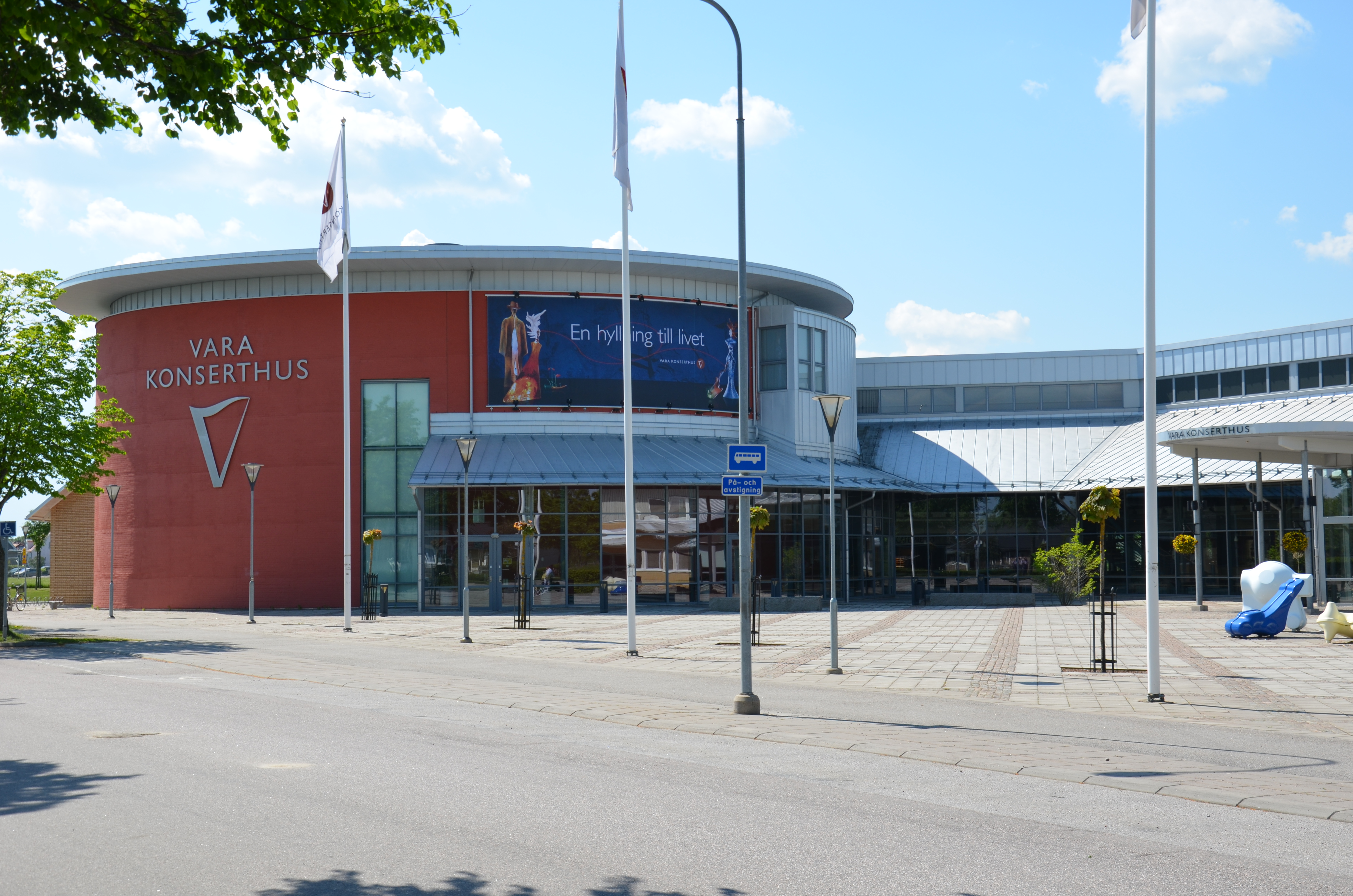
Vara konserthus

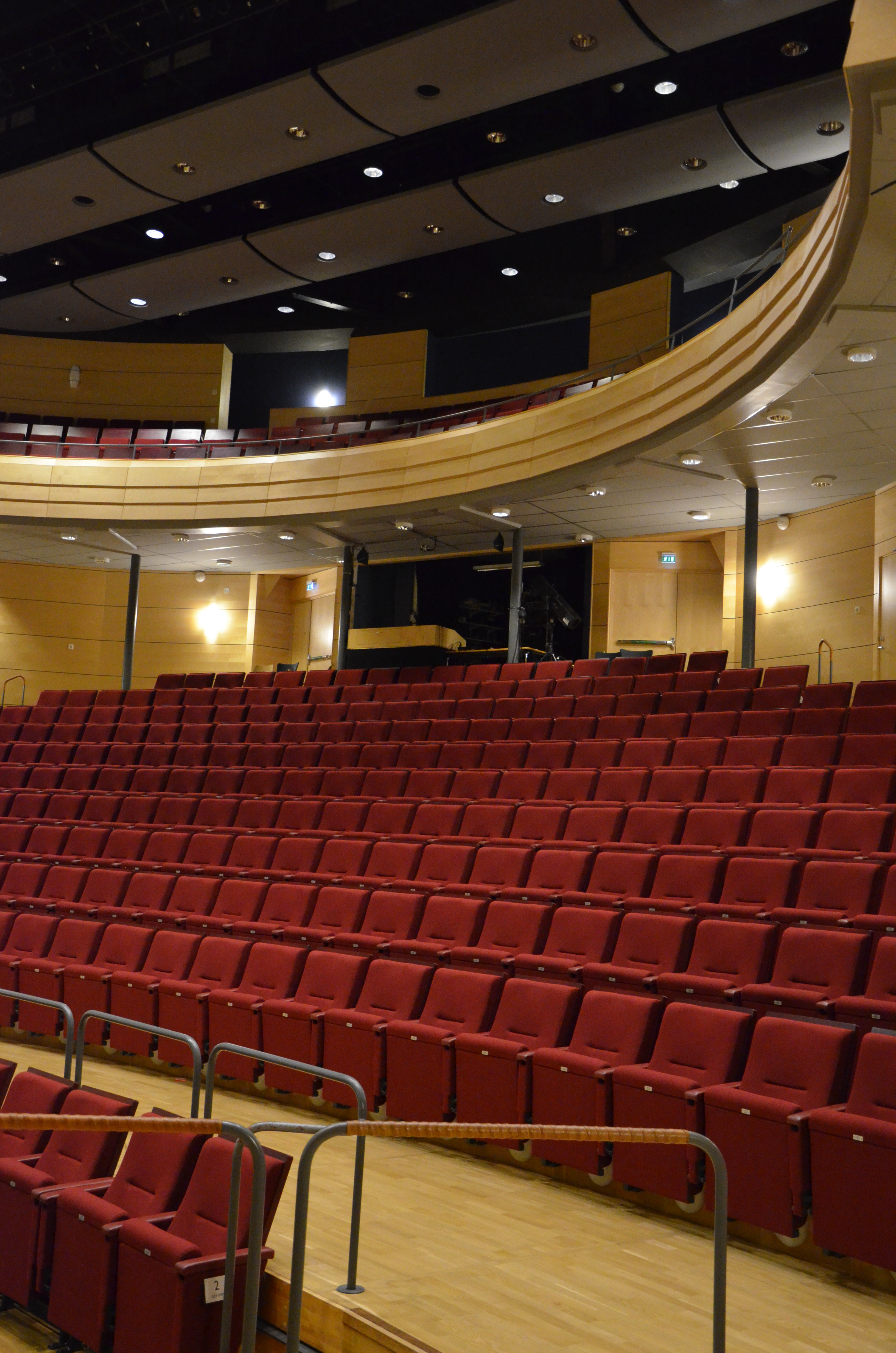
Konsertsalen

Vara konserthus är en kommunal konserthus- och konferensanläggning i Vara.
Vara konserthus är ritat av Kjell Hadin och invigdes i september 2003. Det är sammanbyggt med Lagmansgymnasiet och de två byggnaderna har sammanlagt en yta på omkring 4 000 kvadratmeter. Konserthusets stora sal har 517 och Lilla salen 67 sittplatser. 2019 byggdes ett tredje scenrum, Sparbanken Blackbox, med kapacitet för 850 personer.
Vara konserthus gör egna produktioner, hyr även ut lokaler till andra evenemangsproducenter och driver konferensverksamhet. Byggnaden används också av den kommunala kulturskolan.
Konsertsalens stora (8,5 x 4,9 meter) ridå I hear your name (the cave) med handvävd botten och broderi, samt med infälld bildväv, är formgiven av Anders Widoff och tillverkad av Handarbetets vänner 2003. Utanför entrén står skulpturen On Tour av den tyska konstnärskvartetten Inges Idee.

## Fotogalleri

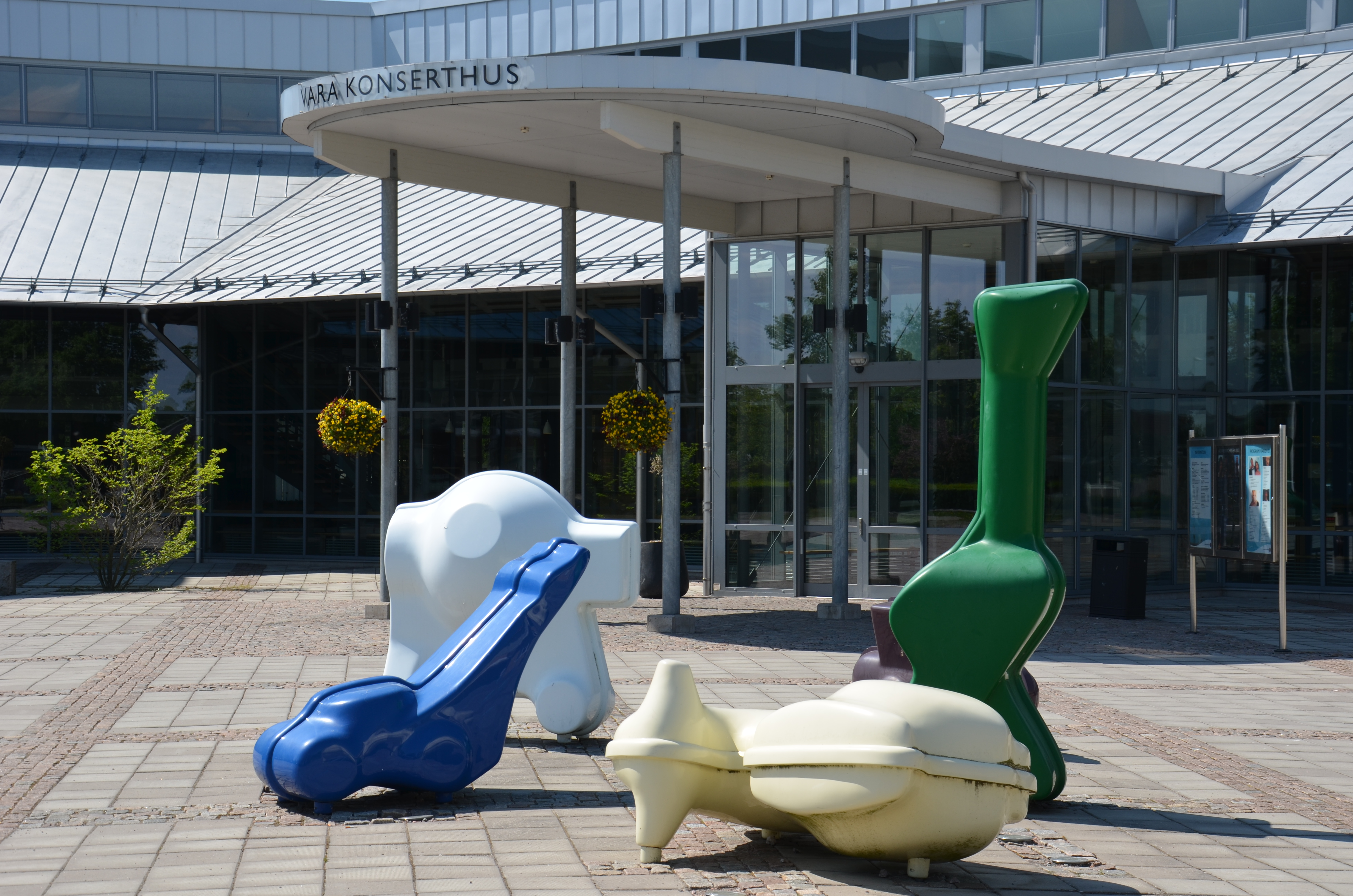
On Tour av Inges Idee